# Thi Minh Đức
Thi Minh Đức (hay Shih Ming-teh; tiếng Trung: 施明德; bính âm: Shī Míngdé; Wade–Giles: Shih1 Ming2-te2; a.k.a. Nori; 15 tháng 1 năm 1941 – 15 tháng 1 năm 2024) là một tù nhân chính trị bị giam giữ với thời hạn 25 năm 6 tháng tại Đài Loan.
Ông bị bắt giữ vào năm 1962 do bị buộc tội thành lập một nhóm nghiên cứu với ý định lật đổ chính phủ Quốc dân Đảng với án tù chung thân. Năm 1975, Bản án được giảm xuống chỉ còn 15 năm, và đến ngày 16 tháng 6 năm 1977 thì ông vượt ngục.
Ông qua đời ngay lúc sinh nhật thứ 83 tuổi của mình vào ngày 15 tháng 1 năm 2024, theo một tuyên bố từ Bệnh viện Đa khoa Cựu chiến binh Đài Bắc.

## Nghiên cứu thêm
- Chee Soon Juan, 1998, 《To be Free – stories from Asia's Struggle against Oppression》